# 1956
1956 (MСМLVI) е високосна година, започваща в неделя според григорианския календар. Тя е 1956-ата година от новата ера, деветстотин петдесет и шестата от второто хилядолетие и седмата от 50-те години на ХХ век.

## Събития
- 1 януари – Судан придобива независимост от Египет и Обединеното кралство (денят се чества като национален празник).
- 30 юни – „Дъглас DC-7 Мейнлайнър“ на „Юнайтед Еър Лайнс“ и „Локхийд L-1049A Супер Констелейшън“ на „Транс Уърлд Еърлайнс“ се сблъскват над Гранд Каньон в Аризона и се разбиват, а така убиват всички 128 на борда на двата самолета.

### Зад Желязната завеса
- 24 февруари – Никита Хрушчов произнася „тайната реч“, в която осъжда Сталин, конференция на Комунистическа партия на Съветския съюз.
- 2 до 6 април – тоталитарен режим в България: провежда се Априлски пленум на ЦК на БКП, на който Тодор Живков поучава същинската власт в партията и държавата.

### Открития
За пръв път е описан Синдромът на Прадер-Вили.

## Родени
- Калин Николов, български художник
- Капка Панайотова, българска общественичка
- Валентин Панбукчиян, български шахматист
- Кирил Пърличев, български историк и писател († 2025 г.)
- Мария Станкова, българска писателка
- Мартин Скот, британски писател
- Хари Стоянов, български писател и преводач
- 3 януари – Мел Гибсън, американски актьор и режисьор
- 12 януари – Николай Носков, руски певец
- 7 януари – Дейвид Карузо, американски киноактьор
- 20 януари – Франц Тост, австрийски деятел от Формула 1
- 21 януари – Джина Дейвис, американска актриса
- 6 февруари – Стефан Влахов-Мицов, български историк и писател
- 8 февруари – Марион Колева, българска журналистка
- 12 февруари – Меглена Плугчиева, български политик и дипломат
- 15 февруари – Цветан Йончев, български футболист
- 19 февруари – Джеф Имелт, американски бизнесмен
- 24 февруари – Джудит Бътлър, американски философ
- 26 февруари
  - Бадамдорж Батхишиг, монголски дипломат
  - Мишел Уелбек, френски писател
- 27 февруари – Анне Вески, естонска и бивша съветска певица
- 4 март – Рафи Рафиев, български футболист
- 14 март – Алексей Пажитнов, руски компютърен инженер
- 19 март – Егор Гайдар, руски политик и икономист († 2009 г.)
- 20 март
  - Цветан Владовски, български певец († 2006 г.)
  - Валентин Церовски, български политик († 2012 г.)
- 21 март – Нели Огнянова, български юрист
- 23 март
  - Жозе Барозу, португалски политик
  - Алексей Улюкаев, руски банкер
- 24 март
  - Стив Балмър, американски предприемач
  - Петер Уотърхаус, австрийски писател
- 27 март – Джузепе Торнаторе, италиански режисьор
- 3 април – Йордан Митков, български щангист
- 5 април – Кънчо Кашеров, български футболист
- 7 април – Даниел Корбу, румънски поет
- 11 април – Николай Камов, български полиик
- 12 април
  - Анди Гарсия, американски актьор
  - Смиляна Нитова-Кръстева, български политик и юрист
- 19 април – Волен Сидеров, български политик
- 20 април – Каха Бендукидзе, грузински политик († 2014 г.)
- 29 април – Радко Влайков, български дипломат
- 30 април – Ларс фон Триер, датски режисьор
- 5 май – Боян Саръев, български духовник
- 20 май – Борис Акунин, руски писател
- 26 май – Андреас Брандхорст, немски писател
- 1 юни
  - Петра Морсбах, немска писателка
  - Абдуллах Чатлъ, турски ултранационалист
- 2 юни – Михаил Големинов, български композитор
- 6 юни – Бьорн Борг, шведски тенисист
- 9 юни – Николай Цонев, български политик
- 14 юни – Кирил Йорданов, български политик
- 25 юни – Борис Трайковски, македонски политик († 2004 г.)
- 27 юни – Лари Кристиянсен, американски шахматист
- 9 юли – Том Ханкс, американски актьор
- 15 юли – Ружин Керимов, български футболист
- 19 юли – Иван Лечев, български китарист, цигулар и композитор
- 27 юли – Гари Бъртълс, английски футболист
- 29 юли
  - Васил Божков, български бизнесмен
  - Методи Томанов, български футболист
- 30 юли
  - Георг Генсвайн, личен секретар на папа Бенедикт XVI
  - Лаура Сапата, мексиканска актриса
  - Радослав Здравков, български футболист
  - Уилям Орбит, британски музикант
- 2 август – Илия Величков, български футболист
- 8 август – Биргит Вандербеке, немска писателка
- 19 август – Христо Михайлов, български футболист
- 21 август – Ким Катрал, американска актриса
- 26 август – Николай Русев, български футболист
- 1 септември
  - Катерина Евро, българска актриса
  - Прамод Митал, индийски бизнесмен
- 4 септември – Пламен Линков, български футболист
- 12 септември – Марика Гомбитова, словашка певица, композиторка и музикантка
- 14 септември – Костас Караманлис, гръцки политик
- 15 септември – Георги Илиев – Майкъла, български футболист
- 23 септември – Паоло Роси, италиански футболист († 2020 г.)
- 25 септември – Джейми Хайнеман, американски телевизионен водещ
- 26 септември – Линда Хамилтън, американска актриса
- 27 септември – Боряна Пунчева, българска актриса и режисьор
- 7 октомври – Георги Станилов, български политик
- 11 октомври
  - Алан Бърлинър, американски режисьор
  - Андрус Ансип, естонски политик
- 13 октомври
  - Михаил Вълчев, български футболист
  - Синан Сакич, сръбски певец († 2018 г.)
- 18 октомври – Мартина Навратилова, чехо-американска тенисистка
- 21 октомври
  - Кари Фишър, американска актриса
  - Любомир Иванов, български дипломат
- 24 октомври – Екатерина Михайлова, български политик
- 26 октомври – Рита Уилсън, американска актриса
- 28 октомври – Махмуд Ахмадинежад, ирански политик
- 31 октомври – Красимир Манолов, български футболист
- 8 ноември – Ричард Къртис, новозеландски сценарист и режисьор
- 15 ноември – Златко Кранчар, хърватски футболист и треньор
- 22 ноември – Ричард Кайнд, американски актьор
- 7 декември – Лари Бърд, американски баскетболист
- 9 декември – Улрих Пелцер, немски писател
- 18 декември – Томас Циглер, немски писател († 2004 г.)
- 22 декември – Соломон Паси, български политик
- 23 декември
  - Лидия Шулева, български политик
  - Дейв Мъри, английски музикант
- 26 декември – Славчо Хорозов, български футболист
- 28 декември – Найджъл Кенеди, английски цигулар

## Починали
- Андрей Чипов, гръцки политик
- 8 януари – Павел Францалийски, български художник (р. 1884 г.)
- 27 януари – Ерих Клайбер, австрийски диригент
- 31 януари – Алън Милн, английски писател (р. 1882 г.)
- 4 февруари – Петър Горов, български революционер
- 22 февруари – Александрос Сволос, гръцки политик и учен
- 28 февруари – Фридеш Рис, унгарски математик (р. 1880 г.)
- 8 април – Жан Огюст Мари Тийо, френски офицер и изследовател (р. 1875 г.)
- 7 май – Йозеф Хофман, австрийски архитект (р. 1870 г.)
- 19 май – Стефан Гевгалов, български просветен деец (р. 1882 г.)
- 11 юни – Корадо Алваро, италиански писател
- 23 юни – Майкъл Арлън, британски писател (р. 1895 г.)
- 7 юли – Готфрид Бен, немски поет, есеист и драматург
- 9 август
  - Никола Данчов, български писател и лексикограф
  - Юрдан Данчов, български инженер
- 11 август – Минчо Нейчев, български политик
- 14 август – Бертолт Брехт, германски писател (р. 1898 г.)
- 25 август – Алфред Кинси, американски биолог и сексолог (р. 1894 г.)
- 16 октомври – Жул Риме, френски футболен деятел (р. 1873 г.)
- 1 ноември – Пиетро Бадолио, италиански маршал и политик (р. 1871 г.)
- 26 ноември – Томи Дорси, американски музикант (р. 1905 г.)
- 7 декември – Решат Нури, турски писател (р. 1889 г.)
- 8 декември – Джеймс Ейнджъл, американски авиатор

## Нобелови награди
- Физика – Уилям Шокли, Джон Бардийн, Уолтър Братейн
- Химия – Сирил Хиншълуд, Николай Семьонов
- Физиология или медицина – Андре Курнан, Вернер Форсман, Дикинсън Ричардс
- Литература – Хуан Рамон Хименес
- Мир – наградата не се присъжда